# Thiol

Structuurformule thiolgroep

Een thiol is een organische verbinding, afgeleid van een alcohol, waarin het zuurstof-atoom van de alcoholgroep is vervangen door een zwavelatoom (R-SH). Ook de verouderde term mercaptaan wordt nog gebruikt. De functionele groep zelf wordt ook benoemd met thiol of sulfhydryl.
Door de zwavelverbinding zijn thiolen sterk onaangenaam geurend, waardoor ze ook in lage concentraties waargenomen worden. Thiolen worden dan ook gebruikt als additief aan reukloze gassen, zoals aardgas, propaan en butaan om de gebruiker te waarschuwen in geval van lekkage, door middel van een gaslucht.
Thiolen hebben zeer veel toepassingen in de industrie. Ze worden onder andere gebruikt bij het produceren van rubber, plastic en synthetische harsen. Ze verbeteren namelijk de kwaliteit van rubber, plastic of hars door er een beter homogeen moleculaire massa van te maken. Verder worden ze ook nog gebruikt om het rendement van de extractie van koper, goud, uraan en platina te verbeteren.
Thiolen vormen ook de basis van veel herbiciden, pesticiden en fungiciden (schimmelbestrijders). Ze hebben ook de eigenschap om de viscositeit te verbeteren in motoroliën, en worden ten slotte verwerkt in farmaceutische en cosmetische producten.

## Thio-ethers
Deze verbindingen zijn van het type R-S-R': zo kunnen zij ook beschouwd worden als esters van waterstofsulfide; vandaar de namen dimethylsulfide en methylpropylsulfide. Wanneer bij de mens thio-ethers aangetroffen worden in de urine, kan dit er op wijzen dat het organisme in verdediging staat tegen chemicaliën. Bij dieren komt het voor bij zeevogels als de albatros en de stormvogel, die hun voedsel vinden door dimethylsulfide te ruiken. De stof komt vrij wanneer zoöplankton (het voedsel van zeevogels) graast op fytoplankton.

## Mercaptaan
De oude benaming van de thiolen is afgeleid van het feit dat deze verbindingen goed in staat zijn kwik te binden. Dit is te wijten aan het zachte karakter van zowel zwavel als kwik. Het begrip mercaptaan is afgeleid uit het Latijn: mercurium captans (kwik-vangend).